# Mbarek Bekkay
Mbarek Bekkay (* Berkan, 1 de enero de 1907 - Rabat, 12 de abril de 1961) fue un político marroquí que ejerció de primer ministro entre 1955 y 1958.

## Biografía
Mbarek Bekkay nació en 1907 en la tribu bereber beni iznassn. Asistió a la escuela militar de Dar El Beida, la actual academia militar de Meknes, donde se convirtió en teniente y se unió al ejército francés. Se destacó en la Segunda Guerra Mundial y alcanzó el rango de teniente coronel
Cuando Marruecos se independizó de Francia en 1956, el director político del CJM Alex Easterman inmediatamente inició las negociaciones con el primer ministro Mbarek Bekkay y otros funcionarios del gobierno, para permitir la partida de los judíos.